# Bisdom Manchester
Het bisdom Manchester (Latijn: Dioecesis Manchesteriensis) is een rooms-katholiek bisdom met als zetel Manchester, in de Amerikaanse staat Vermont. Het bisdom is suffragaan aan het aartsbisdom Boston. 

## Geschiedenis
Het bisdom werd opgericht op 15 april 1884, uit delen van het bisdom Portland. 

## Parochies
Het bisdom had in 2021 een oppervlakte van 24.097 km2 en telde 1.364.170 inwoners waarvan 24,3% rooms-katholiek was.

## Bisschoppen
- Denis Mary Bradley (18 april 1884 - 13 december 1903)
- John Bernard Delany (18 april 1904 - 11 juni 1906)
- George Albert Guertin (2 januari 1907 - 6 augustus 1931)
- John Bertram Peterson (13 mei 1932 - 15 maart 1944)
- Matthew Francis Brady (11 november 1944 - 20 september 1959)
- Ernest John Primeau (27 november 1959 - 30 januari 1974)
- Odore Joseph Gendron (12 december 1974 - 12 juni 1990)
  - Robert Edward Mulvee (hulpbisschop: 15 februari 1977 - 19 februari 1985)
  - Joseph John Gerry (hulpbisschop: 4 februari 1986 - 21 december 1988)
- Leo Edward O’Neil (12 juni 1990 - 30 november 1997; coadjutor sinds 17 oktober 1989)
  - Francis Joseph Christian (hulpbisschop: 2 april 1996 - 1 februari 2018)
- John Brendan McCormack (21 juli 1998 - 19 september 2011)
- Peter Anthony Libasci (19 september 2011 - heden)

## Galerij van afbeeldingen

Wapen van het bisdom
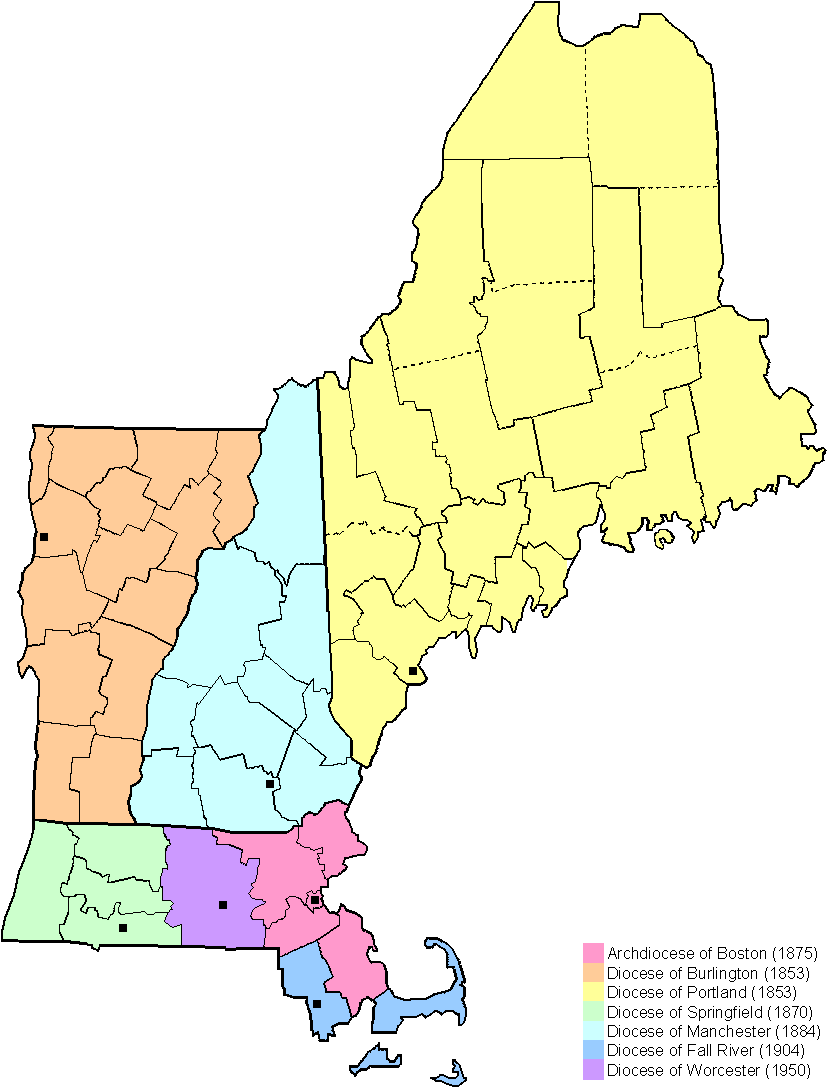
Kerkprovincie met aartsbisdom en suffragane bisdommen
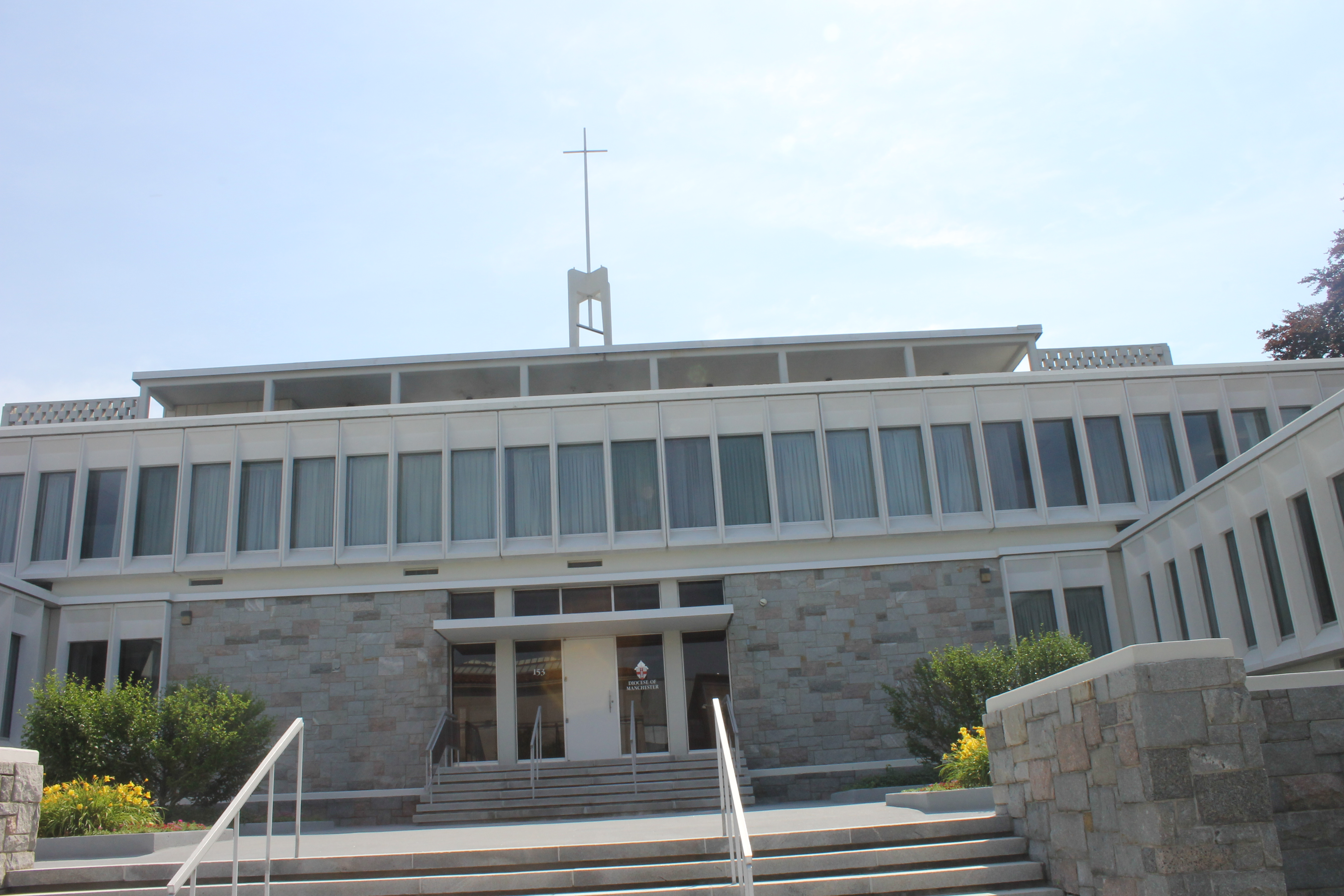
Kantoorgebouw van het bisdom
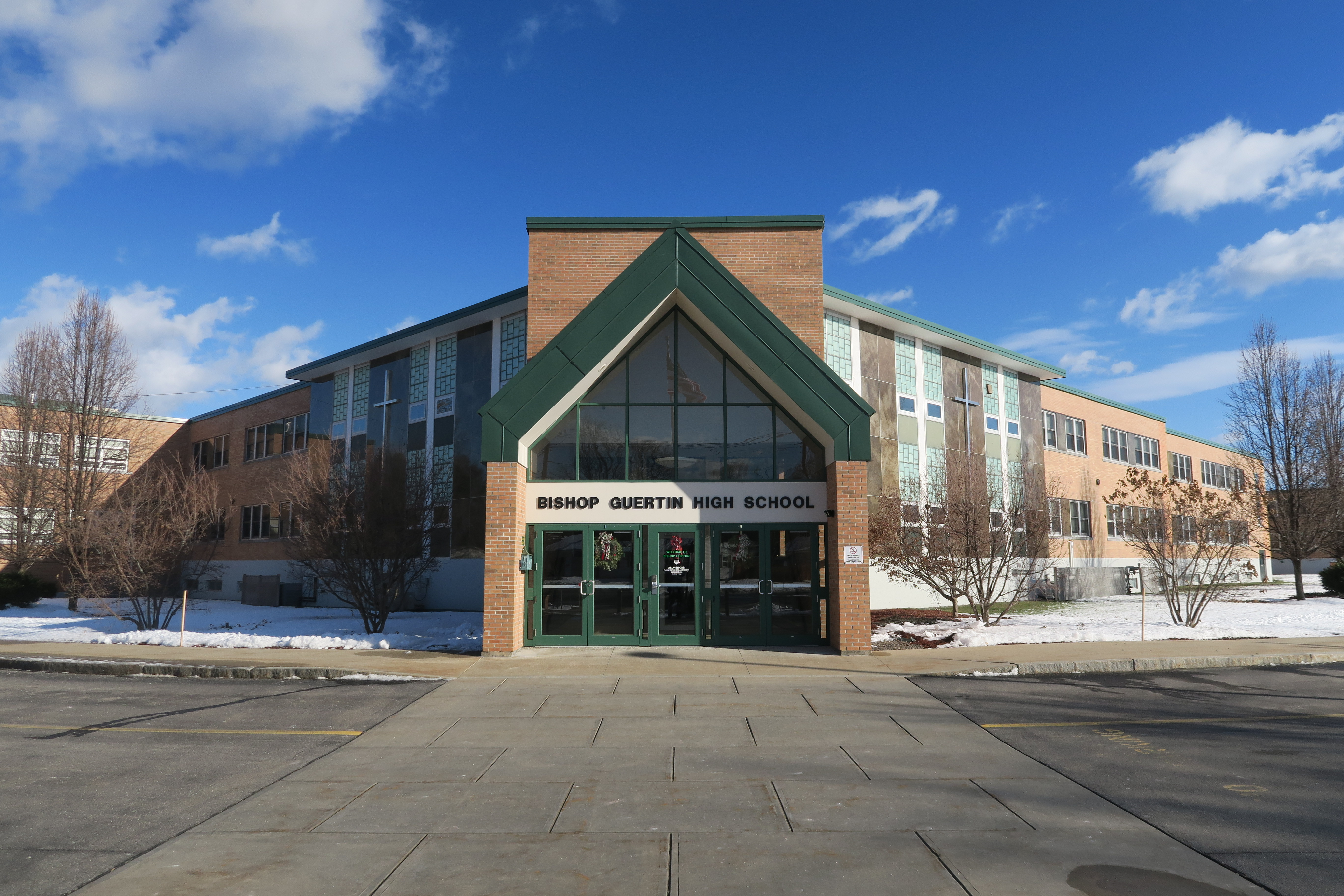
Bishop Guertin High School
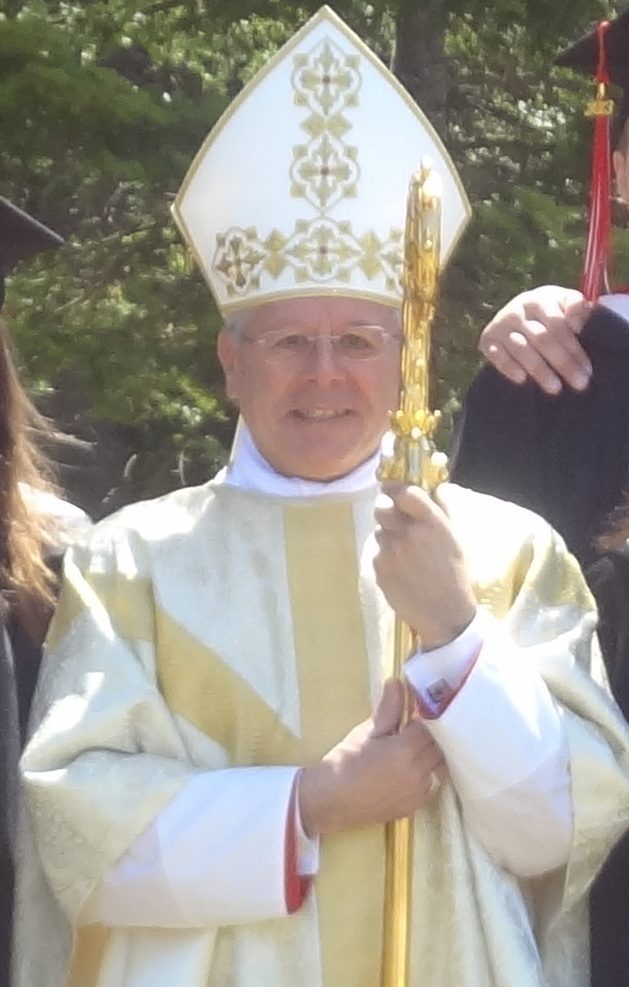
Bisschop Peter Anthony Libasci (2011-heden)

Boston (aartsbisdom) · Burlington · Fall River · Manchester · Portland · Springfield in Massachusetts · Worcester